# 佐藤嗣二
佐藤 嗣二（さとう つぐじ、1933年 - ）は、日本の児童文学研究者。元・姫路獨協大学外国語学部教授。

## 略歴
広島県生まれ。東北大学文学部英文学科卒業。
ロアルド・ダールに関する浩瀚な研究（全三巻）や、E・B・ホワイト『白鳥のトランペット』の新訳などの業績がある。また、高等学校で広く採択されている大学受験用英語問題集の編集、詩作など、活動は多岐にわたっている。

## 著書
- 『白鳥のトランペット』（E・B・ホワイト、訳、近代文芸社） 1995.5
- 『英国愛情物語傑作選』（文芸広場社、文芸広場叢書） 1996.4
- 『ロアルド・ダール論』（泉屋書店） 1996.11
- 『英米ゴーストストーリー傑作選』（新風書房） 1996.12
- 『ロアルド・ダール論 続』（泉屋書店） 1997.5
- 『文明選歌の口語歌』（葉文館出版） 1998.1
- 『ロアルド・ダール論 続々』（泉屋書店） 1999.1
- 『北摂集 佐藤嗣二歌集』（泉屋書店） 1999.2
- 『安岡寺集 佐藤嗣二歌集』（泉屋書店） 1999.2
- 『白き時雨 佐藤嗣二歌集』（短歌新聞社） 2004.7
- 『生誕 佐藤嗣二歌集』（読売ライフ、群山叢書） 2007.1
- 『文明選歌の諸問題』（読売ライフ） 2011.7
- 『文明選歌の諸問題 続篇』（読売ライフ） 2011.10
- 『文明選歌に見る老いの歌 昭和37年3月～35年8月』（読売ライフ） 2012.5
- 『雲の峰 佐藤嗣二歌集』（読売ライフ） 2013.1
- 『鰯雲 佐藤嗣二句集』（読売ライフ） 2013.1
- 『雪女 佐藤嗣二句集』（読売ライフ） 2014.5 - 第3句集
- 『雪柳 佐藤嗣二歌集』（読売ライフ） 2014.8 - 第7歌集
- 『雪女 佐藤嗣二句集 続』（読売ライフ） 2015.8
- 『四月馬鹿 佐藤嗣二歌集』（読売ライフ） 2015.10 - 第8歌集